# Splashdown (jeu vidéo)
Pour les articles homonymes, voir Splashdown.
Splashdown est un jeu vidéo de course de motomarines développé par Rainbow Studios et édité par Atari Inc., sorti en 2001 sur PlayStation 2 et Xbox.
Il a pour suite Splashdown 2: Rides Gone Wild.

## Accueil
- Jeuxvideo.com : 15/20 (PS2)[1] - 16/20 (XB)[2]